# Patrício
Os patrícios (em latim: patricius) originalmente eram os cidadãos que constituíam a aristocracia da Roma Antiga, equivalendo a uma forma de nobreza hereditária. A distinção foi altamente significativa no Reino Romano e no início da República, mas a sua relevância diminuiu após o Conflito das Ordens (494 a.C. a 287 a.C.). Na época do final da República e do Império, a adesão ao patriciado tinha apenas significado nominal. A estrutura social da Roma antiga girava em torno da distinção entre patrícios e plebeus. O estatuto dos patrícios deu-lhes mais poder político do que os plebeus, mas a relação entre os grupos acabou por causar o Conflito das Ordens. Este período resultou na mudança da estrutura social da Roma Antiga.
Após a queda do Império Ocidental, o termo patrício continuou como um título honorário elevado no Império Oriental. Na Europa Ocidental passou a ser usado em uma larga região para designar a classe urbana governante, mantendo muitas características do antigo patriciado romano. Em muitas repúblicas italianas medievais, especialmente em Veneza e Génova, as classes patrícias eram mais uma vez grupos formalmente definidos de famílias líderes. No Sacro Império Romano, as famílias da chamada grande burguesia tinham um estatuto semelhante. Posteriormente, patrício tornou-se um termo vago usado para se referir aos aristocratas e à elite burguesa em muitos países.

## Origem
De acordo com Tito Lívio , os primeiros 100 homens nomeados senadores por Rômulo foram chamados de "pais" (latim patres ), e os descendentes desses homens tornaram-se a classe patrícia. Este relato também é descrito por Cícero . A nomeação desses cem homens para o Senado deu-lhes um status de nobreza. Esse status é o que separava os patrícios dos plebeus. Alguns relatos detalham que os cem homens foram escolhidos por causa da sua sabedoria. Isto coincidiria com a ideia de que a Roma Antiga foi fundada num ideal baseado no mérito. Segundo outras opiniões, os patrícios (patricii) eram aqueles que podiam apontar os pais, ou seja, aqueles que eram membros dos clãs (gentes) cujos membros originalmente constituíam todo o corpo de cidadãos.
Outras famílias nobres que vieram para Roma durante o tempo dos reis também foram admitidas no patriciado, incluindo várias que emigraram de Alba Longa, depois desta cidade ter sido destruída por Tullus Hostilius. O último caso conhecido de uma gente admitida no patriciado antes do século I a.C foi quando os Cláudios foram acrescentados às fileiras dos patrícios após chegarem a Roma em 504 a.C, cinco anos após o estabelecimento da República.
Os critérios que explicam por que Rómulo escolheu certos homens para esta classe permanecem contestados por académicos e historiadores, mas a importância da distinção patrício/plebeu é considerada por todos como fundamental para a antiga sociedade romana. A distinção entre a classe nobre, os patrícios, e a população romana, os plebeus, existia desde o início da Roma Antiga. Esta distinção tornou-se cada vez mais importante na sociedade até o período do final da república.

## Em Roma
A palavra patrício deriva do latim patres, designação dada a famílias cujos chefes tinham um lugar no Senado. O patriciado existiu ao longo de toda a história de Roma, desde o período régio até à queda do Império, e pouco se modificou em suas características básicas, embora seu poder e influência tivessem variado ao longo dos séculos. As famílias patrícias alegavam descender dos fundadores de Roma, sugerindo que seu prestígio antedatava a formação da cidade, quando a região era governada pelas principais famílias das antigas tribos itálicas, mas as origens desse sistema são incertas. Uma possível explicação é que surgiu como uma articulação política de famílias influentes, mas a motivação principal pode ter sido de natureza econômica ou social, como uma aliança de ajuda mútua entre famílias ligadas por laços de parentesco. O patriciado desde o início assumiu um caráter aristocrático, e constituiu a única nobreza de Roma até o fim da monarquia.
Os patrícios detinham vários privilégios governamentais, dentre eles a isenção de tributos, a exclusiva possibilidade de se tornarem soberanos de Roma e também a de serem magistrados, oficiais e senadores. Desempenhavam altas funções no exército, na religião, na justiça e na administração pública. Eram em geral grandes proprietários de terra e credores dos plebeus. Na cidade habitavam num domus, uma grande e sofisticada residência, e em suas propriedades rurais, nas villas, casas senhoriais.
Originalmente patrícios não podiam casar com plebeus. Ao longo do tempo, com a extinção de muitas gentes, seu número se reduziu. Das cerca de 130 gentes patrícias originais, no ano de 367 a.C. restavam apenas 22, compostas por 81 famílias. No final da República eram 14 gentes, com cerca de 30 famílias, mas Júlio César instituiu uma lei possibilitando o ingresso de novas famílias.
Na era republicana vários cargos públicos importantes se tornaram acessíveis à plebe, incluindo as mais altas magistraturas — o consulado e o senado — perdendo o patriciado parte de sua força política, mas preservando significativo prestígio e influência, especialmente quando pertencentes as famílias mais tradicionais. Preservaram também o monopólio dos cargos de rei das coisas sagradas, de sálios, dos três flâmines principais, e de príncipe do senado. Mantiveram ainda o privilégio de foro especial, e aparentemente só eles podiam contrair o matrimônio solene conhecido como confarreatio.

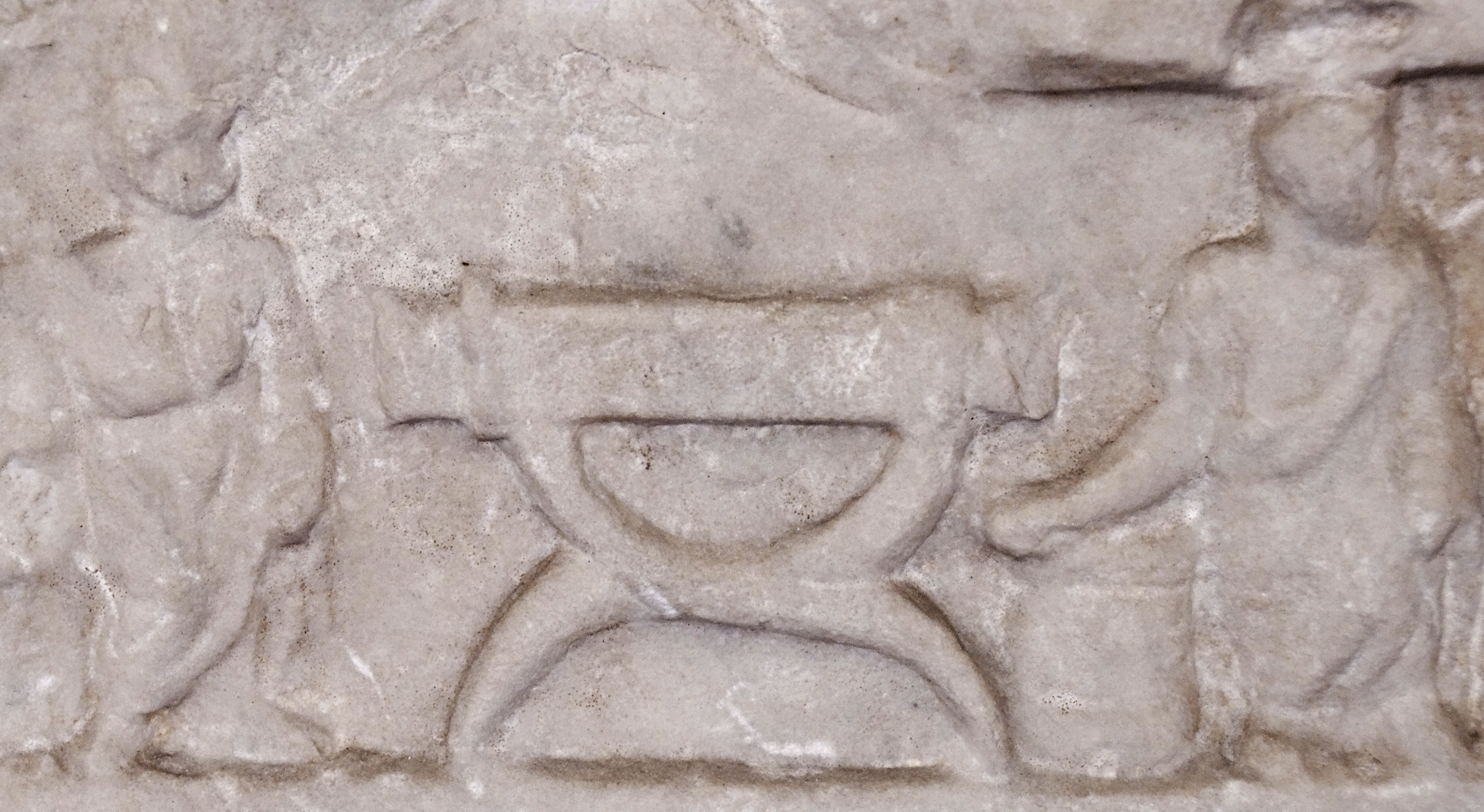
Uma cadeira curul, símbolo de autoridade entre os romanos.

Na República os patrícios também deixaram de representar a nobreza com exclusividade. Com a aquisição de riqueza e poder por muitas famílias plebeias, foi introduzido o conceito de nobilitas, que dispensava o requisito do sangue patrício e dependia apenas da notoriedade, da posse dos direitos de cidadania e sobretudo do exercício da virtude cívica, sendo atribuível a plebeus na condição de que suas famílias tivessem tido acesso ao consulado ou a alguma outra magistratura curul, que detinha poder de imperium. A partir do período imperial a nobilitas passou a depender eminentemente da riqueza, condicionada à posse de pelo menos um milhão de sestércios.
Vespasiano (r. 69–79) foi o primeiro imperador a pertencer à plebe, mas assim que ascendeu à dignidade imperial o senado concedeu-lhe o estatuto, providência repetida para todos os seus sucessores que caíam na mesma situação. No âmbito do senado, era apanágio dos patrícios serem escolhidos como inter-rei, e somente aos senadores patrícios cabia a auctoritas patrum, que lhes dava o poder de confirmar as deliberações das assembleias populares, mas no século III a.C. o privilégio havia se tornado mera formalidade. Constantino (r. 306–337) revitalizou o patriciado, mas apenas como distinção honorária, pessoal e vitalícia, não extensiva à família. Mesmo assim, esses novos patrícios tinham o direito de precedência sobre os oficiais e cônsules. Zenão (r. 474-475; 476-491) restringiu o título para os prefeitos pretorianos e urbanos de Constantinopla, para os mestres dos soldados e os cônsules. No fim do Império Romano do Ocidente os patrícios recuperaram poder e virtualmente monopolizaram as funções da administração pública. No Império Bizantino indicou uma dignidade da corte.

## Pós-Antiguidade

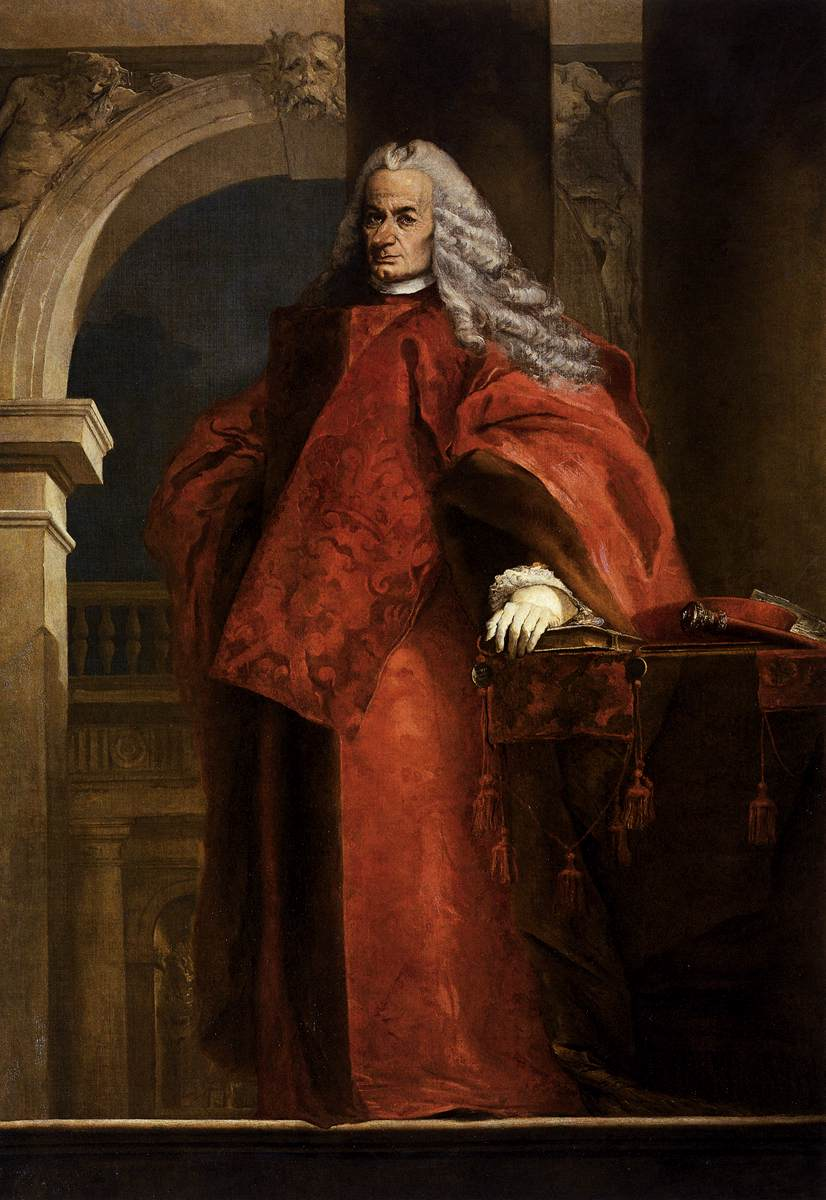
Daniele Dolfin, patrício de Veneza, onde foi formado um dos mais poderosos patriciados europeus.

A partir da Idade Média, em grande parte da Europa Ocidental, mas especialmente na Itália, Germânia e França, passou a ser um título usado para denominar a nobreza urbana que governava uma comuna, cidade ou uma república aristocrática, contrapondo-se à autoridade dos nobres da tradição feudal. Na Germânia e nos Países Baixos os patrícios foram conhecidos em muitos locais pelo título de burgueses, termo que neste caso difere da definição marxista.
As origens do patriciado pós-antigo são muito heterogêneas e variaram de acordo com a região. Em alguns locais  emergiu de famílias de vassalos, da pequena nobreza feudal e de oficiais do Sacro Império radicados nas cidades, mas em geral foi o resultado do progressivo empoderamento da burguesia urbana, estruturada sobre uma sólida legislação que lhe atribuía, assim como ocorreu na Roma Antiga, uma série de privilégios hereditários e a capacidade de acesso ao governo cívico, características que em essência definem um patriciado.
Porém, o termo só entrou em uso em seu sentido estrito bem depois do estabelecimento da burguesia, em seus primórdios uma classe estatutariamente bastante homogênea. O processo de formação das elites urbanas variou consideravelmente em termos cronológicos e geográficos, mas no fim do século XV em quase todas as cidades europeias já havia se formado uma distinta elite burguesa de grandes comerciantes, financistas e profissionais liberais de ofícios muito rendosos e prestigiados na época, como os de médico e advogado. Este estrato burguês superior, que veio a ser chamado de patrício (ou "grande burguês"), passou a monopolizar o poder político e econômico, afastando os grupos manufatureiros e artesanais, e adotou hábitos típicos da nobreza, como um estilo de vida de luxo ostensivo, o uso de brasões, a exibição pública de genealogias (muitas vezes fictícias), a aquisição de feudos e direitos hereditários no campo, e a confecção de crônicas onde as glórias de cada família eram exaltadas.
Quando as cidades legislaram para estabelecer patriciados formais, o estatuto foi atribuído apenas às famílias da alta burguesia, as mais antigas, ricas ou influentes, ao mesmo tempo passando a ser investido de um caráter de efetiva nobreza hereditária. Mas em muitos locais jamais veio a ser criada uma legislação consistente para organizar esses patriciados, a palavra podia ser usada apenas informalmente para designar o estrato superior da burguesia, e seu reconhecimento como nobreza muitas vezes dependeu mais de um consenso social do que de uma regulamentação jurídica. Já em outros locais nunca foram considerados propriamente nobres, embora formassem uma classe aristocrática.
Embora os patriciados formais tenham sido abolidos em quase todos os países, o termo ainda sobrevive na linguagem popular para designar a elite. Ainda existe oficialmente na república de San Marino, sendo um título nobiliárquico acima de nobre e abaixo de barão; nos Países Baixos, título concedido a famílias que não são nobres e que tenham comprovado uma longa tradição de notadas contribuições à sociedade, e em alguns cantões da Suíça, onde a classe perdeu muitas de suas antigas capacidades políticas mas manteve jurisdição sobre a administração de bens coletivos.